# 坦格爾福特峰
67°21′S 67°33′W / 67.350°S 67.550°W
坦格爾福特峰（Tanglefoot Peak），是南極洲的山峰，它位於葛拉漢地西岸的盧貝海岸，海拔高度650米，在1909年由讓-巴蒂斯特·夏古率領的法國探險隊繪入地圖，現時由南極條約體系管理。